# Цутида, Тосиро
Тосиро Цутида (яп. 土田 俊郎, 1964) — японский геймдизайнер и продюсер, работающий на компанию Square Enix. Наиболее известен по созданию и руководству серией игр про гигантских боевых роботов Front Mission. Кроме того, он ответственен за проработку сражений игр Final Fantasy X и Final Fantasy XIII.
Первые свои проекты Цутида вёл, находясь в штате малоизвестной конторы под названием G-Craft, там он дал начало серии ролевых игр «Arc the Lad». В 1995 году он начал сотрудничать с компанией Square Co и создал совместно с ними первую часть Front Mission. В 1996 году G-Craft была поглощена, а Цутида продолжил работать со своими партнёрами, окончательно перейдя на службу в Square Co.

## Участие в проектах
- Head Buster (1992) — продюсер
- Gley Lancer (1992) — продюсер
- Cybernator (1992) — продюсер
- Front Mission (1995) — продюсер, сценарист
- Front Mission 2 (1997) — директор
- Front Mission 3 (1999) — директор
- Final Fantasy X (2001) — дизайнер сражений
- Final Fantasy XI (2004) — планировщик сражений
- Front Mission 4 (2004) — продюсер, директор
- Front Mission 5 (2005) — продюсер
- Front Mission: Online (2005) — продюсер
- Final Fantasy Crystal Chronicles: My Life as a King (2008) — продюсер
- Final Fantasy XIII (2009) — дизайнер сражений